# Estación Comandante Nicanor Otamendi
Comandante Nicanor Otamendi es una estación ferroviaria ubicada en la localidad de Comandante Nicanor Otamendi, en el partido de General Alvarado, Provincia de Buenos Aires, Argentina.

## Servicios
Es una estación intermedia del servicio diésel de larga distancia que se prestaba entre la estación Constitución de la ciudad de Buenos Aires con las terminales de la Provincia de Buenos Aires Mar del Plata y Miramar. Desde esta estación también se desprende otro ramal hacia San Agustín, inactivo desde fines de la década de 1990.
Desde marzo de 2013 no funcionan los servicios de pasajeros a Miramar por el mal estado del ramal en general y al disolverse la empresa provincial Ferrobaires (hoy en día empresa estatal Trenes Argentinos).